# Power user
Un power user este un utilizator de computere, software și alte dispozitive electronice, care utilizează caracteristici avansate ale hardware-ului computerului, sistemelor de operare, programelor sau site-urilor web, care nu sunt utilizate de către utilizatorul obișnuit. Este posibil ca un power user să nu aibă cunoștințe tehnice extinse despre sistemele pe care le utilizează, dar este mai degrabă caracterizat prin competență sau dorința de a folosi cât mai intens programele sau sistemele de calculator.
În sistemele software enterprise⁠(d), termenul power user poate fi folosit ca nume al unui rol acordat formal unei persoane care nu este programator, dar care este un specialist în software-ul de business⁠(d). Adesea, aceștia sunt oameni care își păstrează rolul normal de utilizator, dar funcționează și în testarea, instruirea și suportul de prim nivel al software-ului.
Unele aplicații software sunt considerate ca fiind deosebit de potrivite pentru power users și pot fi proiectate ca atare. Printre exemple se numără VLC media player, un framework multimedia⁠(d), dar și player și server, care include caracteristici complexe care nu se găsesc în alte suite de media playere.

## Chestiuni de proiectare a interfeței

### Intensitatea utilizării
Testarea de către utilizatori⁠(d) pentru software se concentrează adesea pe utilizatorii neexperimentați sau obișnuiți. Power users pot solicita diferite elemente ale interfeței cu utilizatorul în comparație cu utilizatorii obișnuiți și cei minimali, deoarece ar putea avea nevoie de mai puțin ajutor și mai puține indicii. Un power user ar putea folosi programul în permanență, spre deosebire de un utilizator ocazional și, prin urmare, un program care se adresează power userilor va include de obicei caracteristici care fac interfața mai ușor de utilizat de către experți, chiar dacă aceste caracteristici ar putea fi derutante pentru începători.

### Comenzi rapide
Un exemplu tipic sunt combinațiile de taste extinse, cum ar fi Ctrl+F sau Alt+Enter; a avea scurtături de la tastatură și comenzi rapide pentru multe funcții este un semn distinctiv al designului software centrat pe power users, deoarece le permite utilizatorilor care depun mai mult efort pentru a învăța comenzile rapide să opereze rapid programul fără a-și lua mâinile de pe tastatură. Power userii doresc de obicei să opereze software-ul cu puține interacțiuni sau cât mai repede posibil, dar și să poată efectua sarcini cu precizie, exact reproducabil, acolo unde utilizatorii ocazionali ar putea fi mulțumiți dacă programul poate fi făcut, într-o manieră intuitivă, să facă aproximativ ceea ce doreau ei. Pentru a ajuta la automatizarea sarcinilor repetitive în timpul utilizării intense, interfețele centrate pe power users oferă adesea capacitatea de a compune macrouri, iar funcțiile programului pot fi preconcepute cu intenția de a fi utilizate programatic în scripting⁠(d).

### Power users vs. minimaliști
Designul interfeței poate impune unele compromisuri între începători și minimalisti pe de o parte și experți sau power users pe de altă parte. Aceste preocupări se pot suprapune parțial cu problema blinking twelve⁠(d), în care o interfață complexă de utilizator îi determină pe utilizatori să evite anumite caracteristici. Poate fi extrem de dificil să atragi atât utilizatorii noi, care doresc ca interfețele de utilizator să fie intuitive, cât și experții, care doresc putere și flexibilitate.
Există însă soluții pentru aceste probleme, cum ar fi:
- Varianții ale produselor software
- Moduri de operare distincte
- Funcții, opțiuni și setări mai avansate separate logic în submeniuri.

Unii utilizatori se pot eticheta în mod eronat pe ei înșiși drept power users, chiar dacă nu sunt pe deplin competenți, complicând și mai mult cerințele de proiectare a software-ului care să răspundă dorințelor și nevoilor acelor utilizatori.

### Simplitate vs eficiență
O interfață simplă și intuitivă crește adesea complexitatea tehnică a unui program și împiedică utilizarea eficientă a acestuia, în timp ce o interfață bine concepută, dar cu aspect complex poate crește eficiența, făcând multe caracteristici avansate accesibile rapid experților. De exemplu, un program cu multe comenzi rapide avansate de la tastatură poate părea inutil de complex, dar utilizatorilor cu experiență le poate fi mai ușor și mai rapid să evite secvențele lungi de clickuri ale mouse-ului pentru a naviga în meniuri și ferestre pop-up. Astfel de meniuri și ferestre pop-up pot exista pentru a ghida intuitiv utilizatorii noi de-a lungul unui curs de acțiune dorit, dar sunt adesea prea simpli prin design, astfel încât începătorii să înțeleagă cu ușurință pașii necesari. Furnizarea simultană a ambelor interfețe este o opțiune, dar necesită un timp de dezvoltare mult extins, astfel încât se fac adesea compromisuri.

## Roluri oficializate

### SAP și Oracle
SAP⁠(d) și Oracle sunt sisteme enterprise care necesită instruiri complexe pentru a obține certificare profesională⁠(d). Din acest motiv, dar și pentru a încuraja utilizarea sistemelor, multe companii au creat un „Model de Super User” (numit și Power User, Champion) pentru a prelua utilizatorii obișnuiți și a-i ridica la un rang de conducere în cadrul sistemului. Acest lucru realizează trei obiective:
1. Utilizarea sistemului de către persoane mai implicate, deoarece există o față personală desemnată pentru a susține sistemul și a face ușura acceptarea tehnologiei.
2. O reducere semnificativă a timpului și a costurilor, deoarece companiile nu caută sau nu angajează resurse umane noi sau temporare în scopul dezvoltării și/sau furnizării documentației, instruirii și asistenței.
3. ROI sau dovada de concept a investiției SAP ar trebui să fie mai ușor de realizat, deoarece utilizatorii sunt implicați direct, utilizând astfel sistemul în care a investit, ceea ce aduce beneficii companiei în general.

Au fost efectuate cercetări ample cu Modelul Super User în SAP, în special în ceea ce privește rolul pe care îl au aceștia în instruirea și sprijinirea utilizatorilor finali. În prezent, peste 70% dintre companiile SAP utilizează o formă a Modelului Super User.

### Administrare Windows
În Microsoft Windows 2000, Windows XP Professional și Windows Server 2003, există un grup Power Users pe sistem, grup care oferă mai multe permisiuni decât un utilizator normal cu restricții, dar nu oferă permisiuni de administrator⁠(d). Dacă un utilizator este membru al grupului Power Users, are o șansă mai mare de a expune sistemul la programe malware față de un utilizator normal și își poate promova contul la rang de administrator instalând intenționat malware. Astfel, grupul Power Users ar trebui folosit numai cu utilizatori de încredere și cunoscători; nu este potrivit pentru a conține utilizatori în care nu se are încredere. Grupul Power Users a devenit un concept depășit în Windows Vista ca parte a consolidării escaladării de privilegii prin introducerea User Account Control. În Windows Vista Business l sau o versiune ulterioară, se poate crea în continuare un power user prin intermediul utilizatorilor și grupurilor locale, dar nu există nicio diferență față de un utilizator standard, deoarece toate intrările  din ACL-urile sistemului de fișiere sunt complet eliminate.